# Гордзе
Гордзе (груз. ღორძე) — село в Грузії.
За даними перепису населення 2014 року в селі проживає 227 осіб.